# Emeric Tauss Torday
Emeric Tauss Torday (Budapest, 7 de abril de 1897 - 27 de enero de 1987, París) fue un pintor húngaro, formado en Budapest, Praga y París, conocido por sus diversos cuadros expuestos en museos tanto dentro como fuera de Hungría.

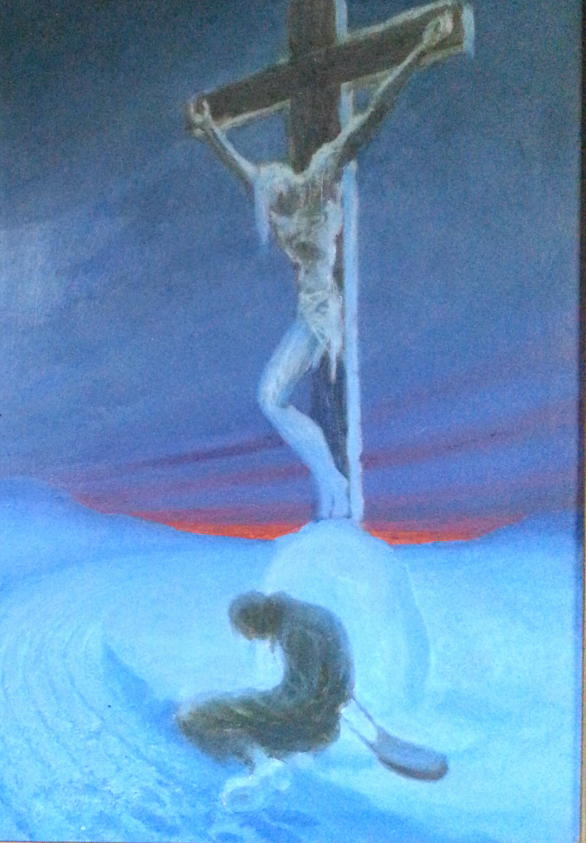
El último refugio.

## Historia
Discípulo del conocido pintor húngaro, Fülöp Lászlo, gana con 17 años de edad la Medalla de Oro al Mérito Artístico en Budapest que le otorga el famoso pintor español Ignacio Zuloaga.
Fue profesor adjunto en La Sorbona de París, eminente retratista y paisajista.
Figura en el diccionario Le Bénézit (Dictionnaire des peintres, sculpteurs, dessinateurs et graveurs) de artistas reconocidos y con obra expuesta en Museos Internacionales.
Vivió en París desde 1934 hasta su muerte.
En 1955 llega a España y pinta varios paisajes y retratos de personas como Menéndez Pidal y Gerardo Diego. 
Figuró en 1946 en la exposición de pintores húngaros organizada por J. Cassou, Director del Museo de Arte Moderno.
Una de las obras de este artista figura en dicho museo y se titula L`homme au violon, valorado, en aquel entonces, en 1000 francos, subastado el 3 de marzo de 1999 en París.

## Salones que acogieron sus obras
- Salón Internacional de París.
- Salon d’Automne.

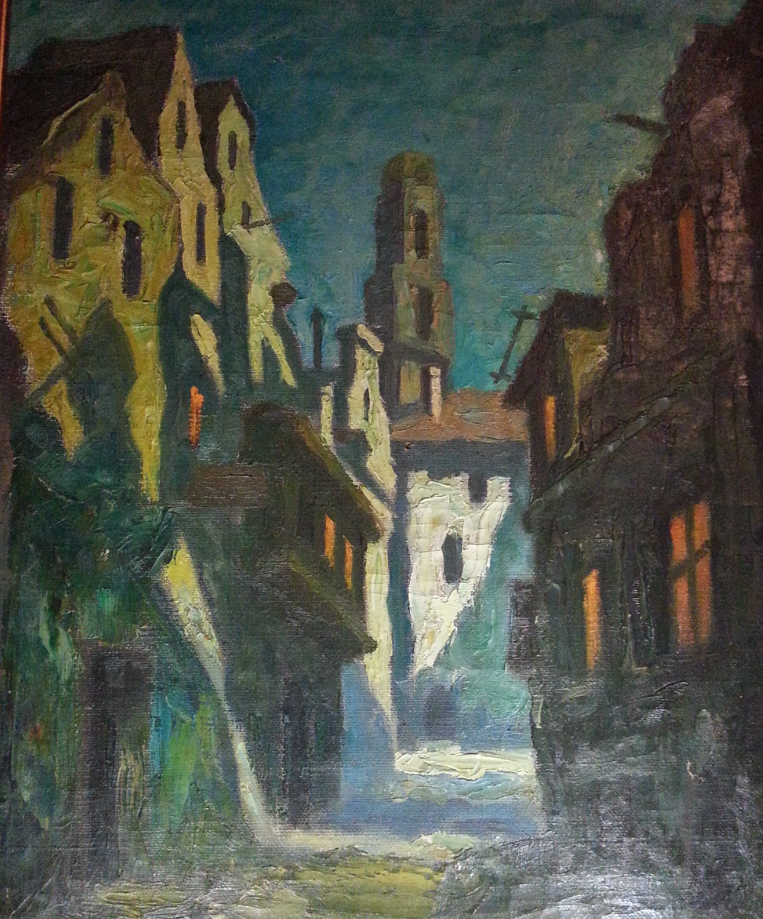
Atardecer.

- Galerie Attica des Beaux-Arts en París.
- Embajada de Hungría en Paris
- Museo del Estado francés.
- Museo de Debrecen en Hungría.
- Museo de Szeged en Hungría
- Museo Nacional de Hungría
- Museo de Bellas Artes de Hungría

## Retratos pintados
- M. Ollivier, nieta del célebre compositor húngaro Franz Liszt.
- J. Wils, Arquitecto del Estadio Olímpico de Ámsterdam.
- General Maurin, antiguo ministro de guerra francés.
- Conde Károlyi, expresidente de la República Húngara y Embajador de Hungría en París, y su esposa la Condesa Judith Karolyi.
- César Rodríguez y Ramón Areces, fundadores de El Corte Inglés.

## Galería

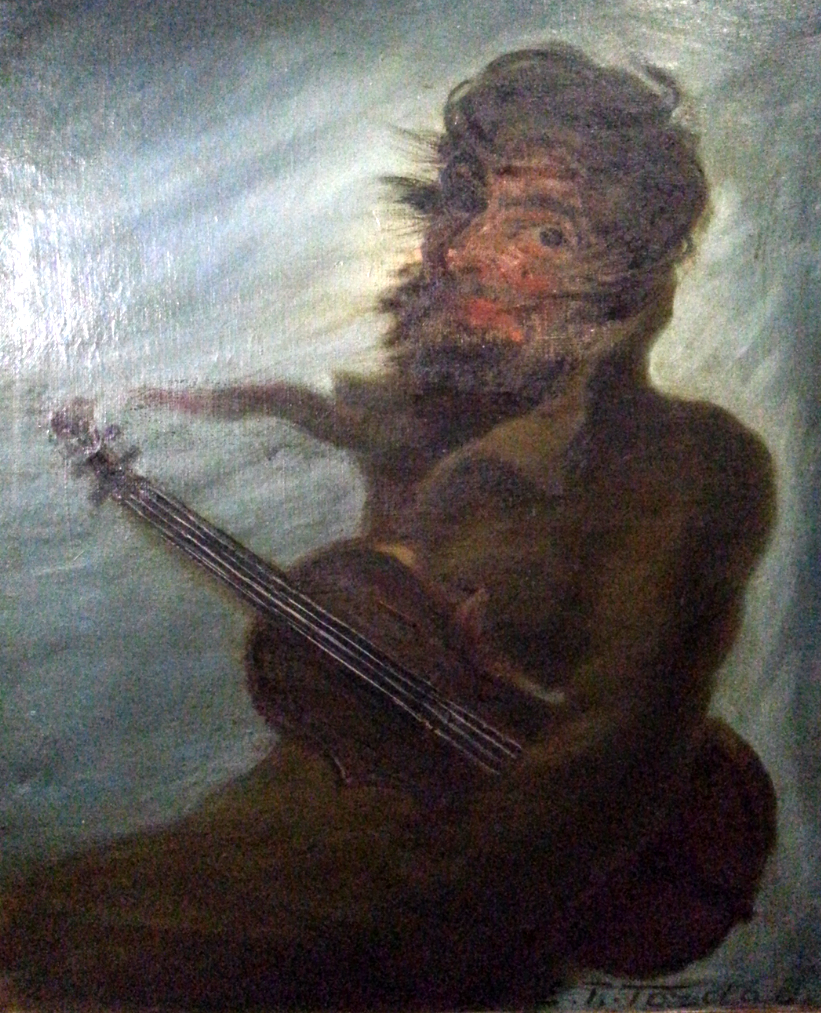
L`homme au violon
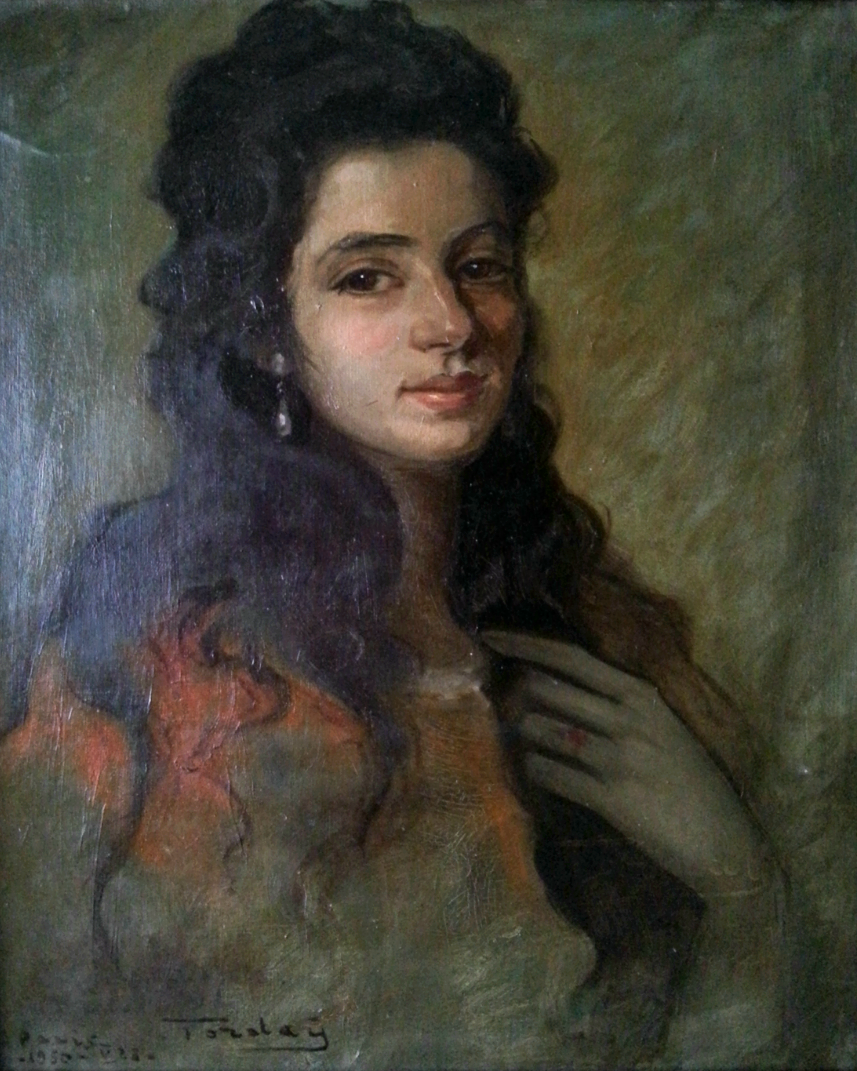
Jeune fille (1950)
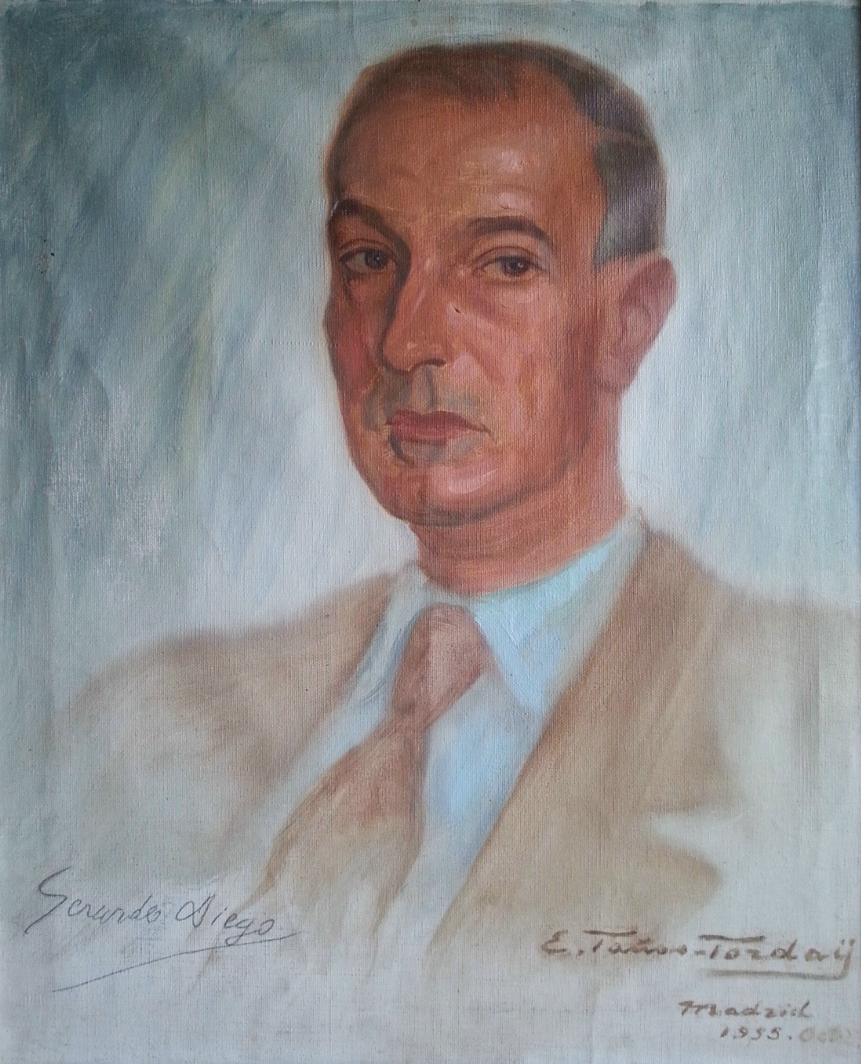
Gerardo Diego (1955)
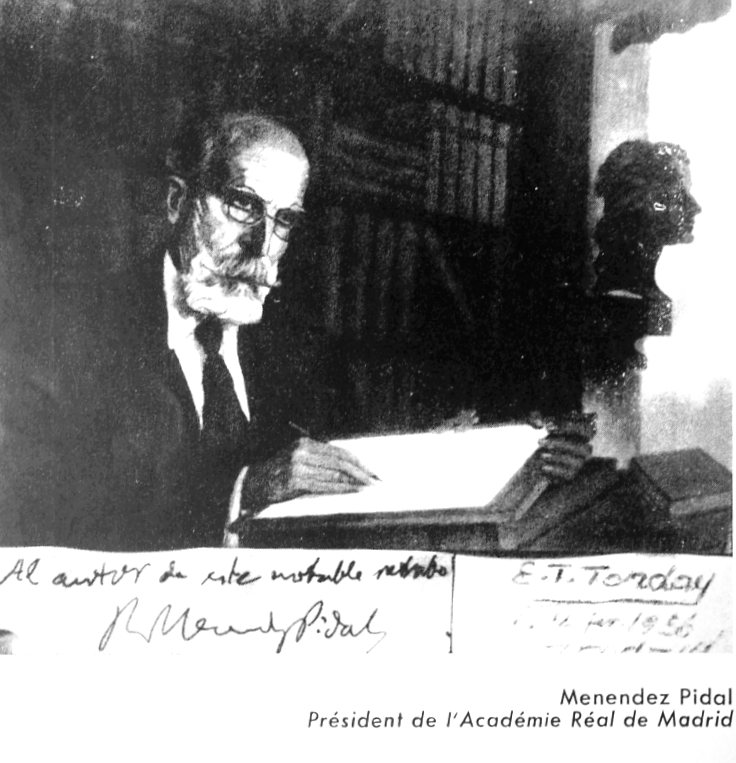
Menéndez Pidal (1955)
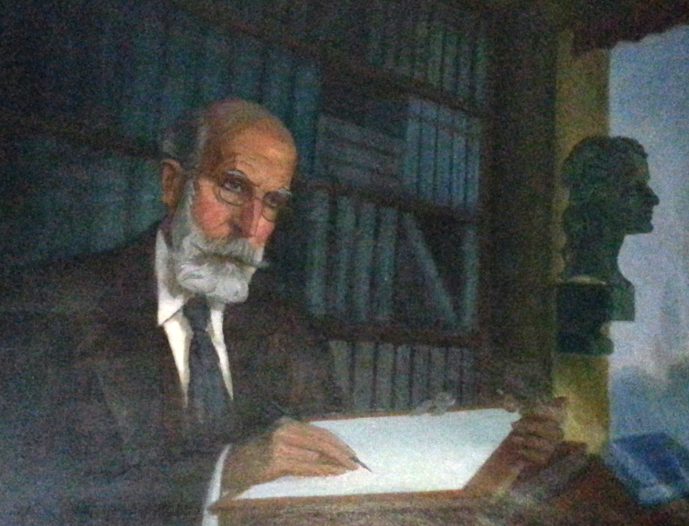
Menéndez Pidal (1955)
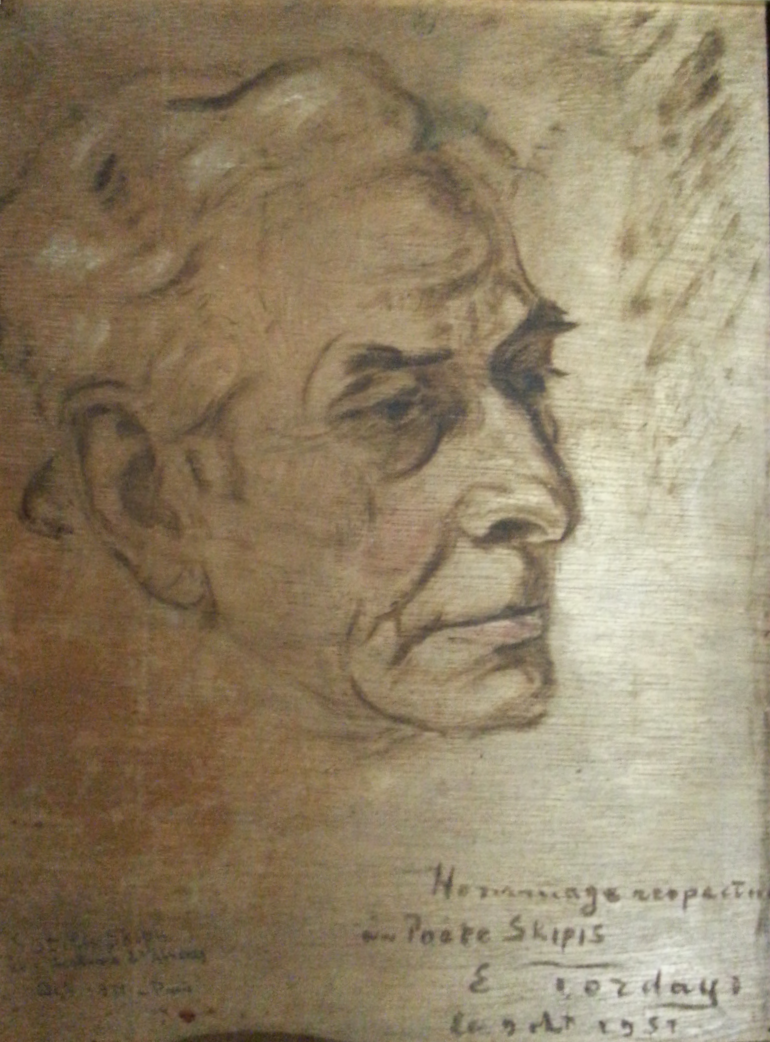
Sotíris Skípis
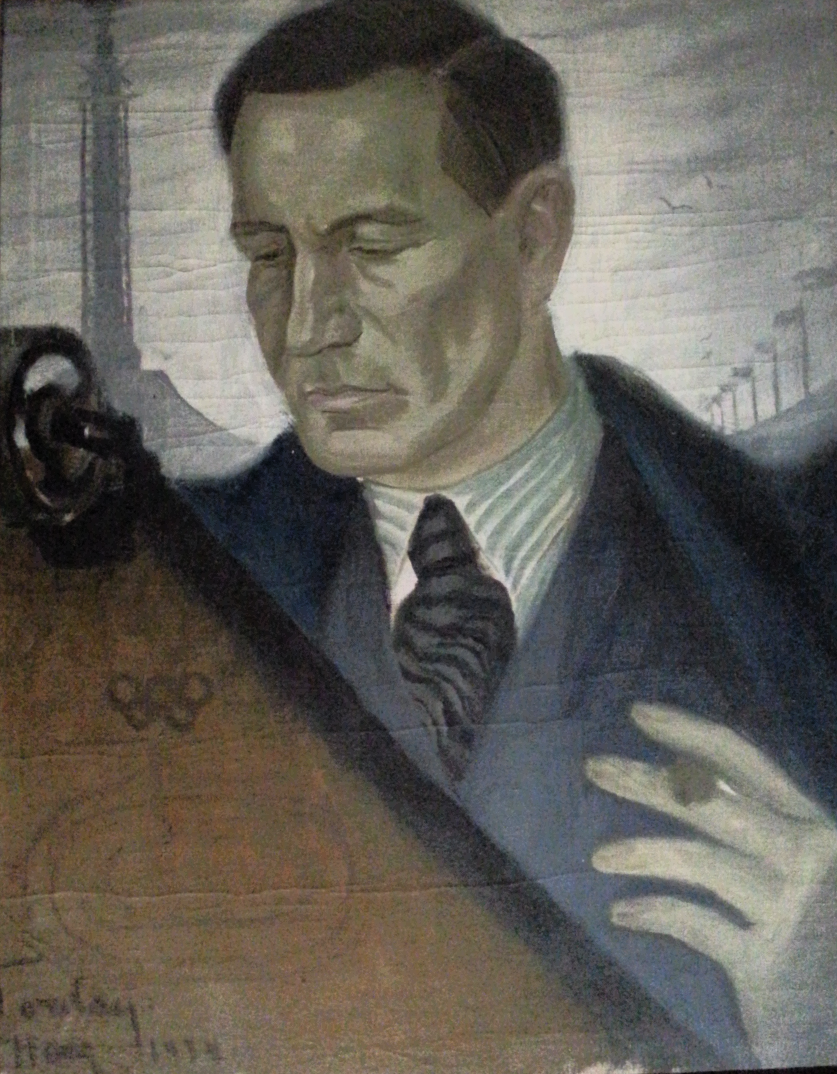
Jan Wils
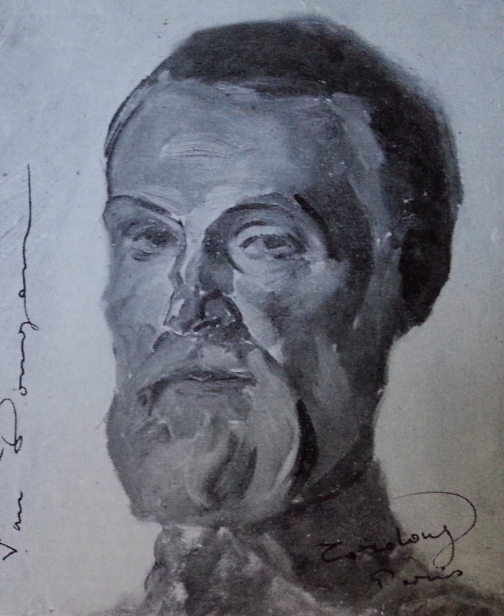
Kees van Dongen
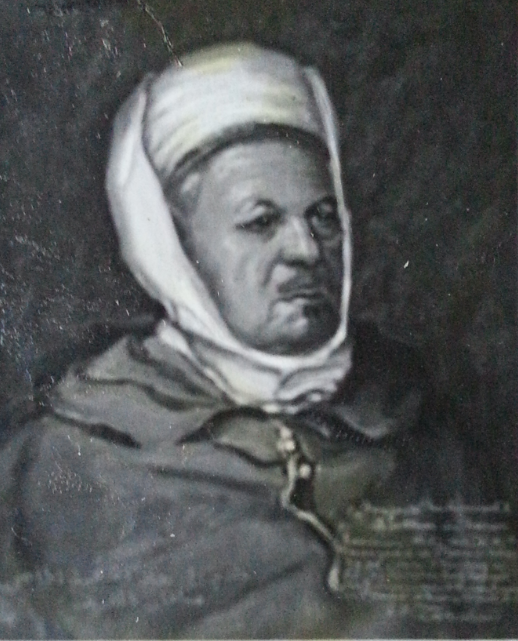
Abdul Mejid II
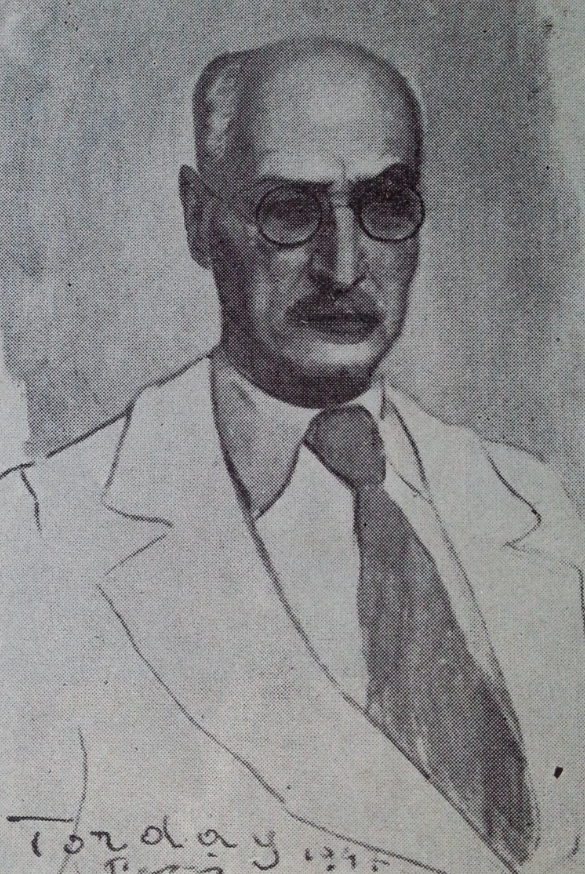
Conde Károlyi
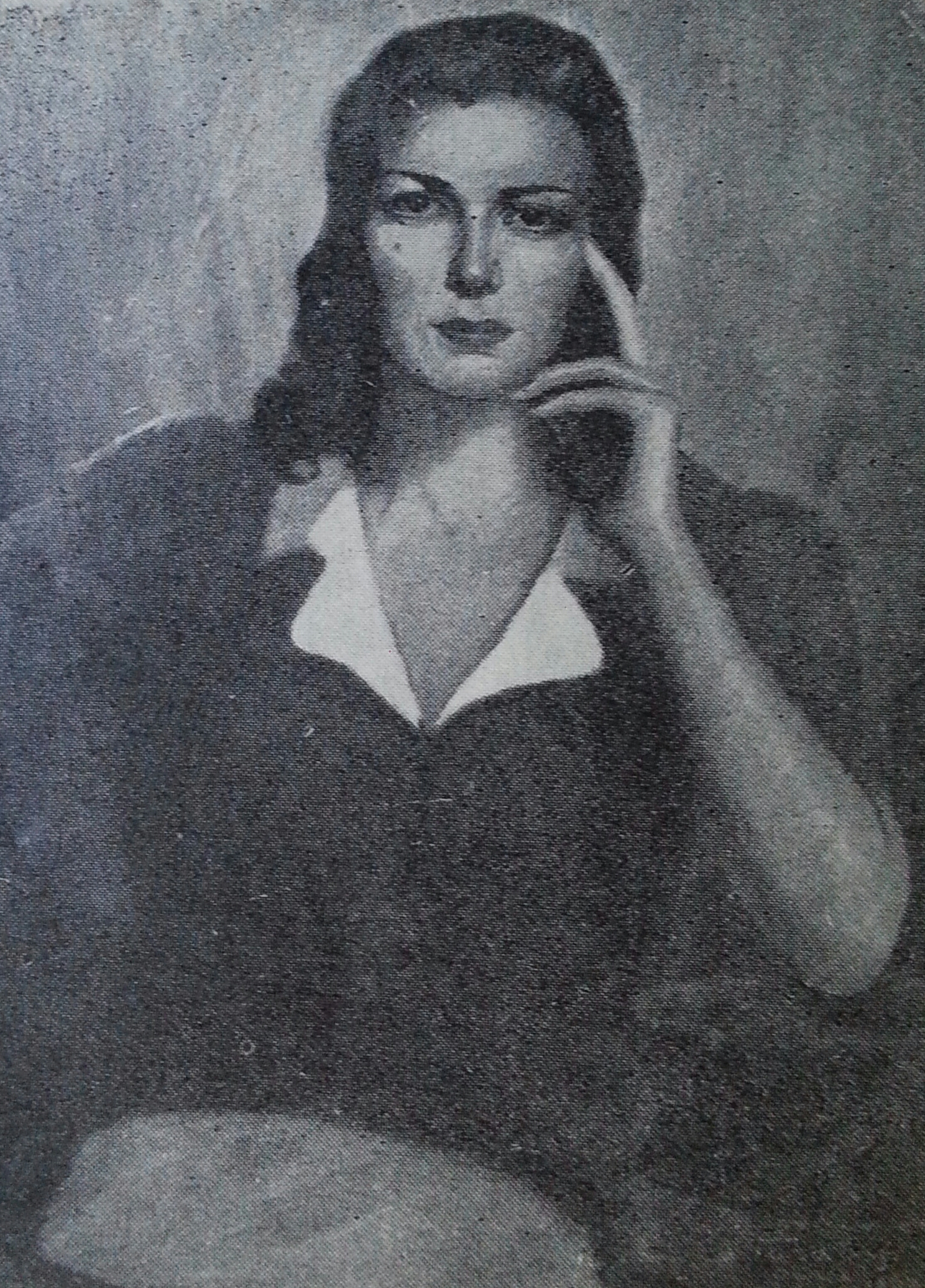
Condesa Judith Károlyi
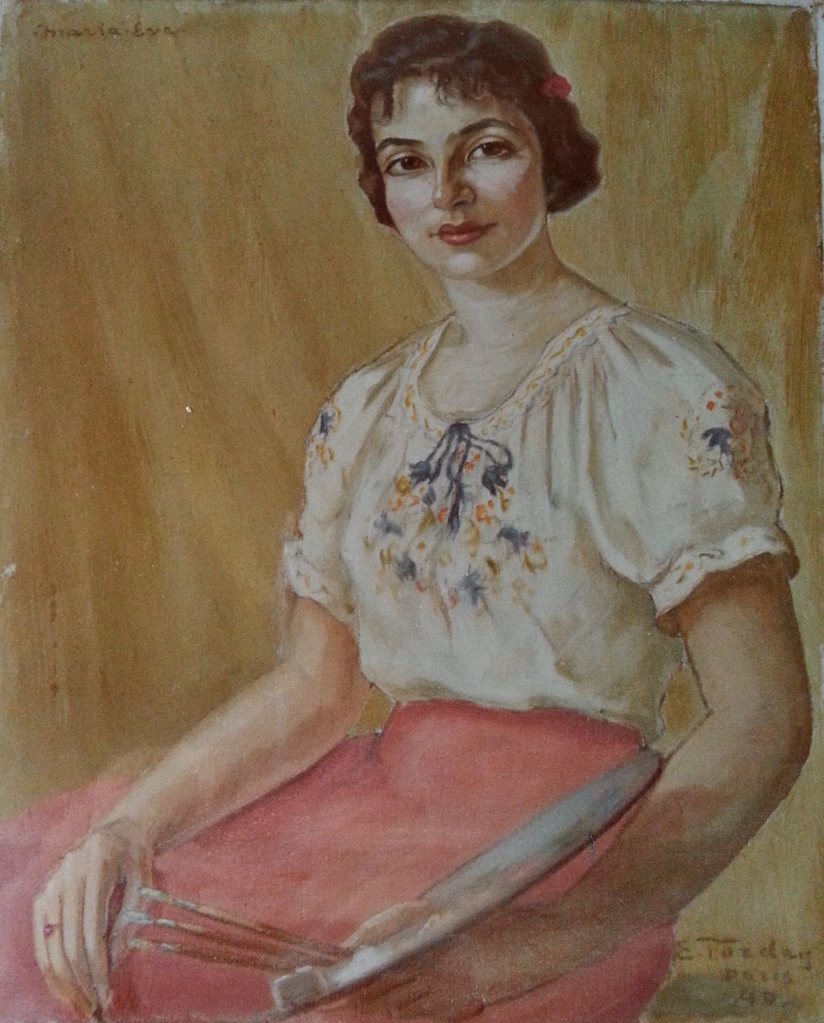
Joven
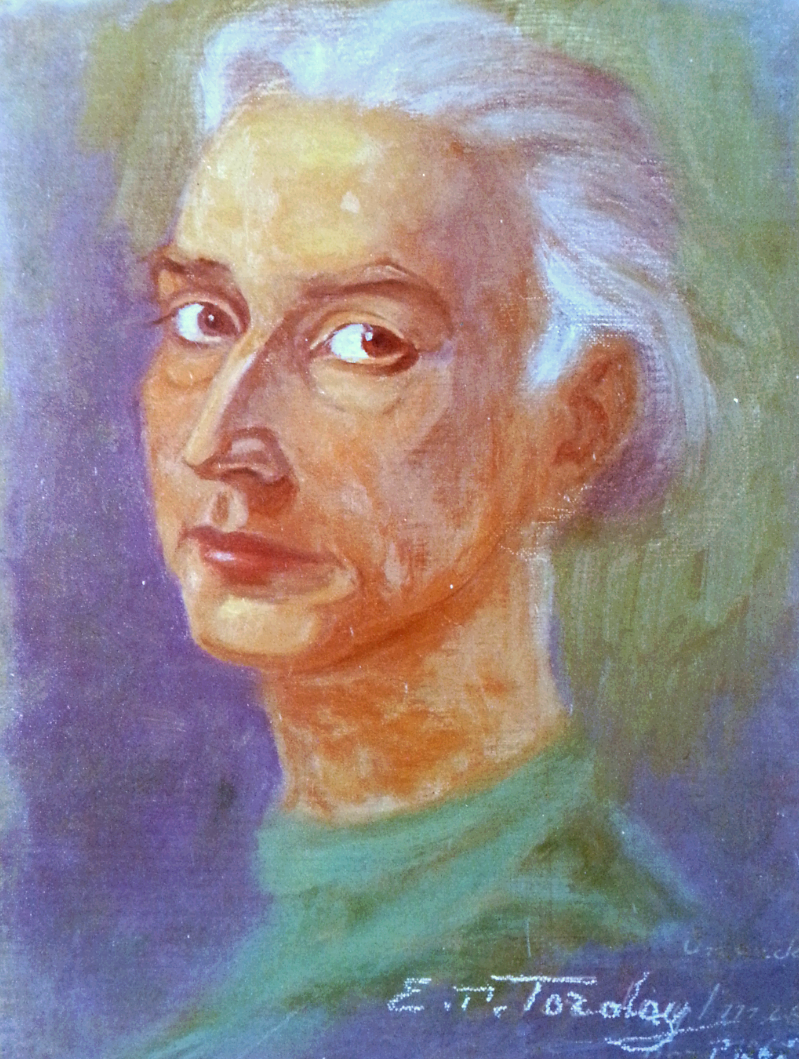
Autorretrato
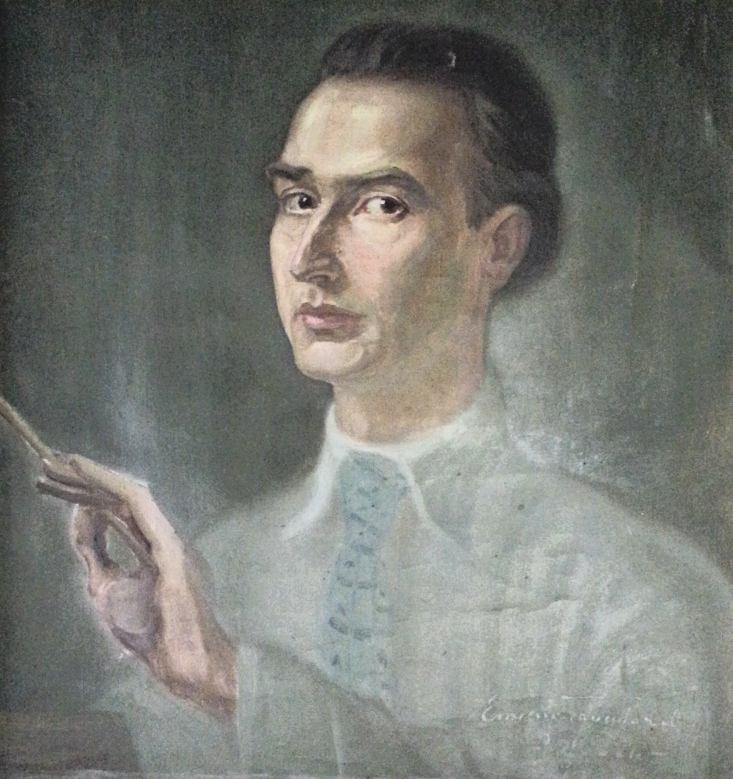
Autorretrato
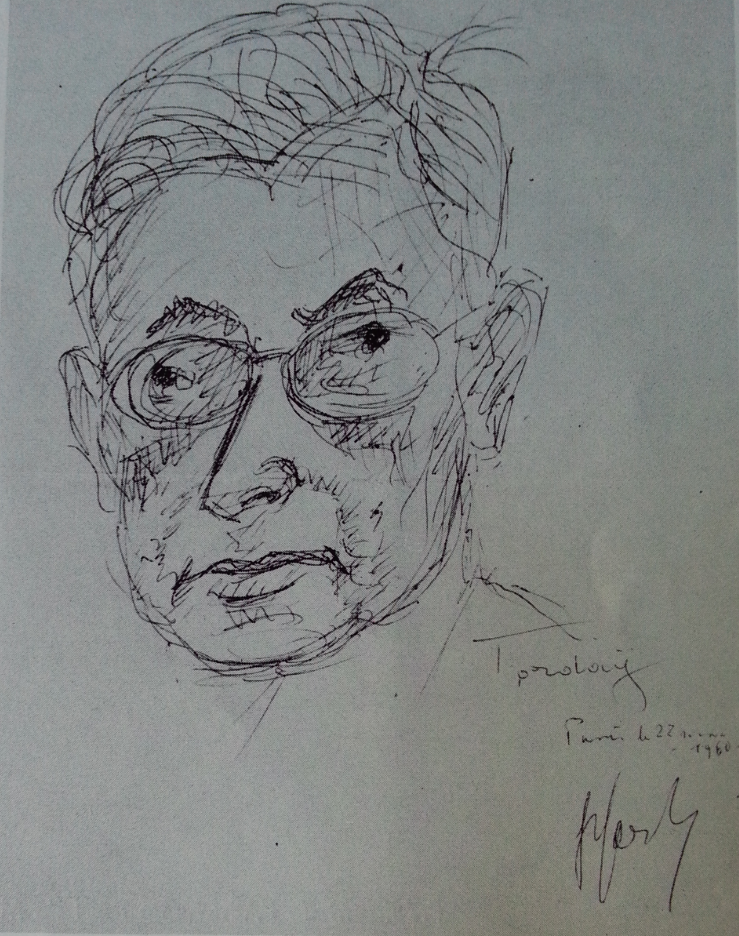
Jean-Paul Sartre
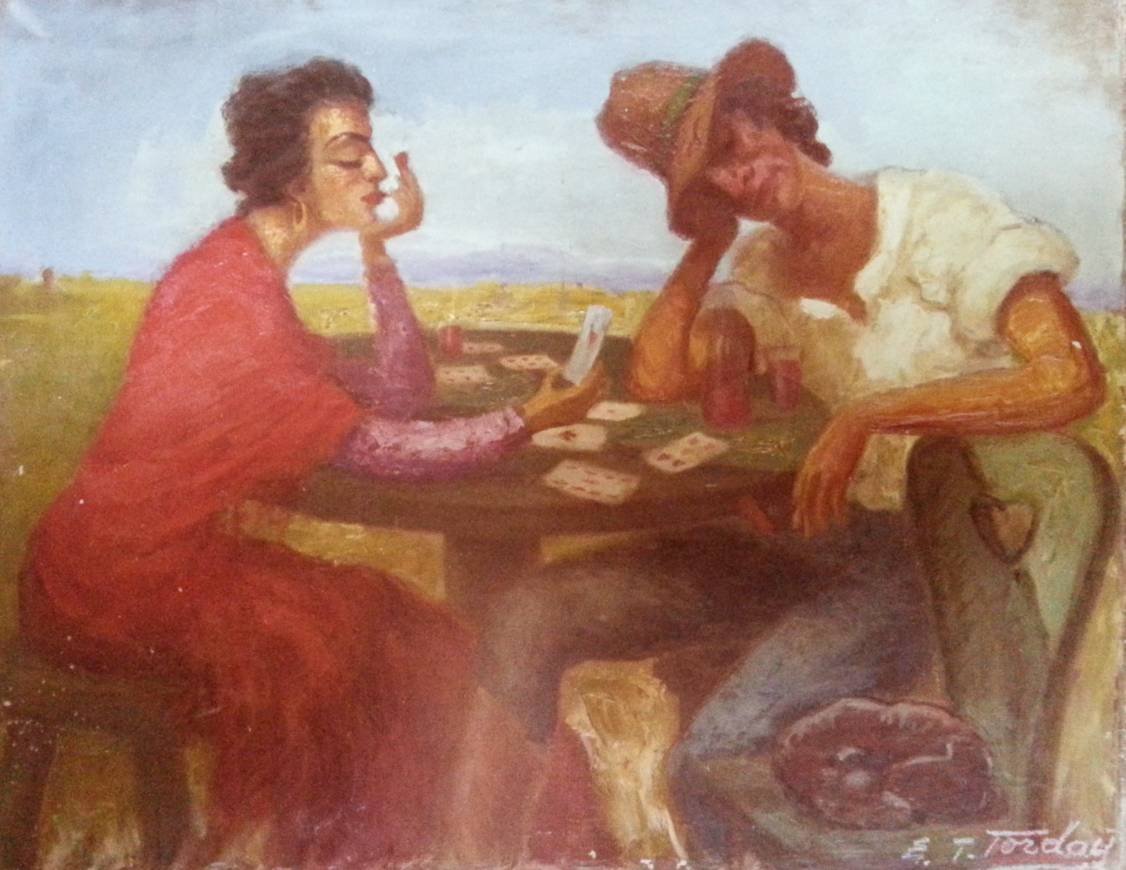
Chagrins d'amour
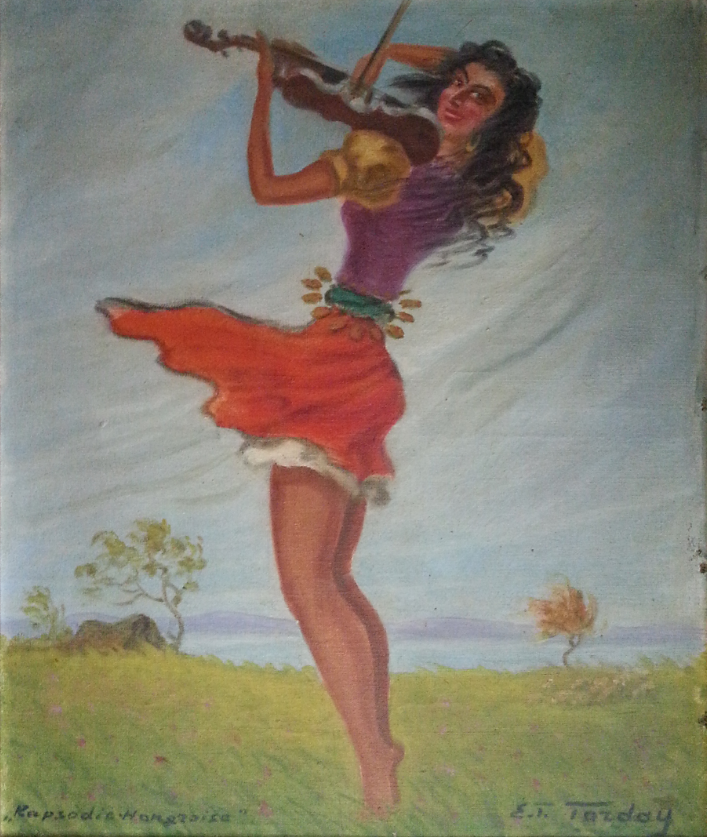
Rapsodia húngara
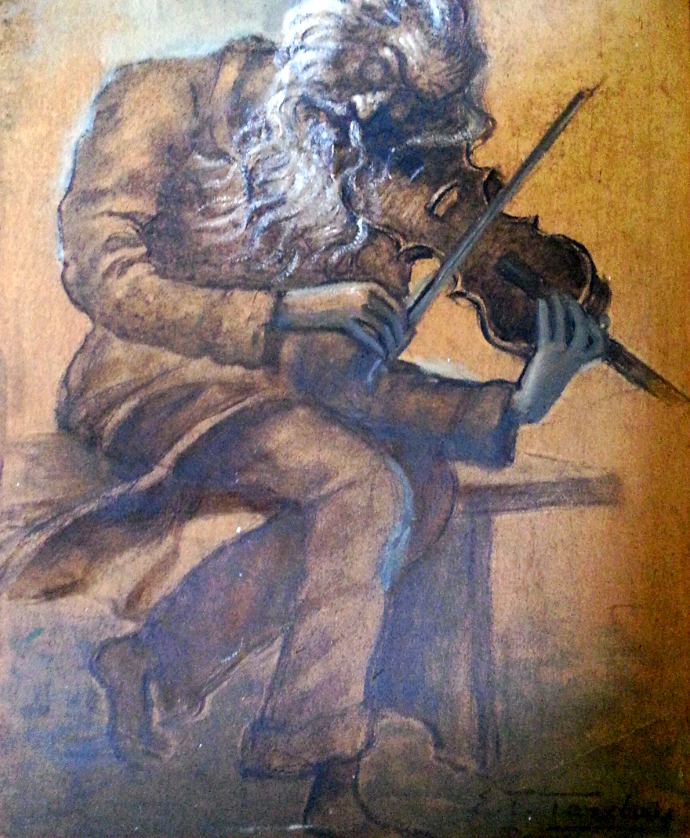
Violinista
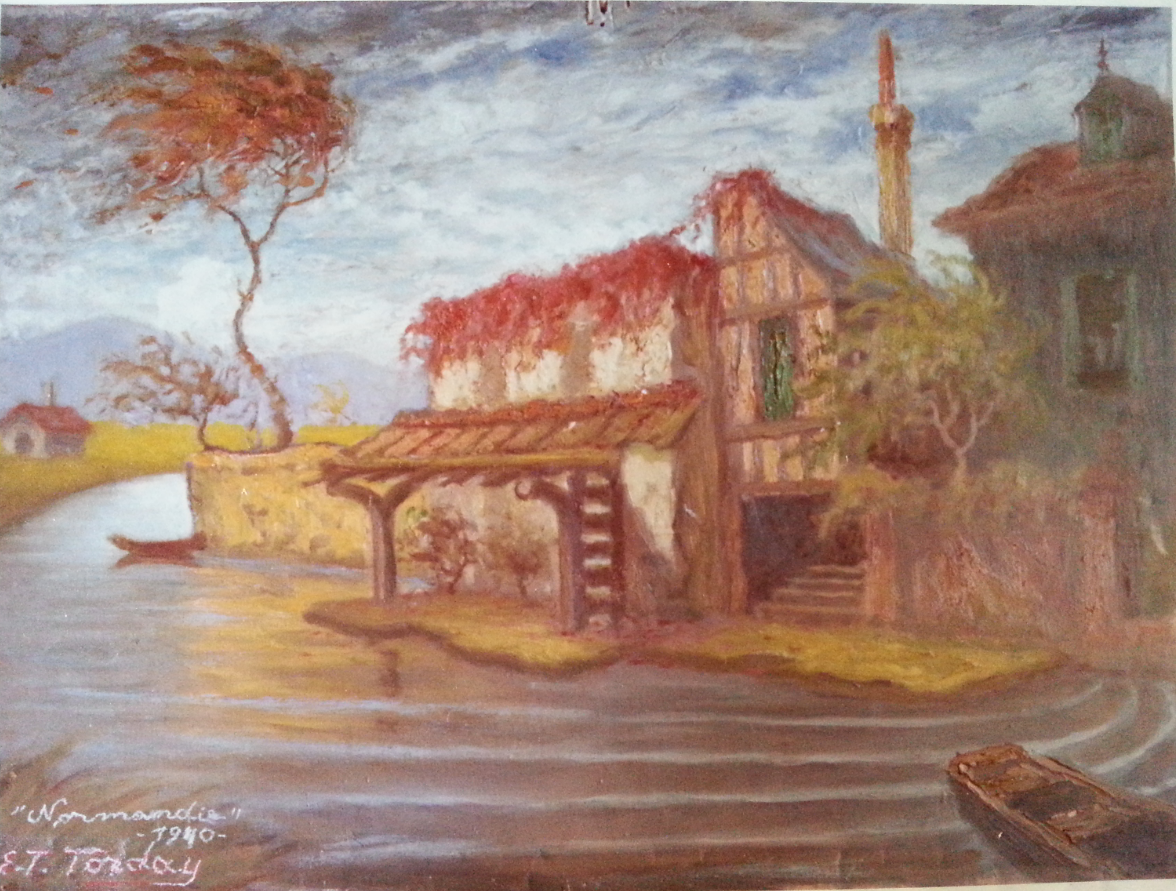
Paisaje de Normandía
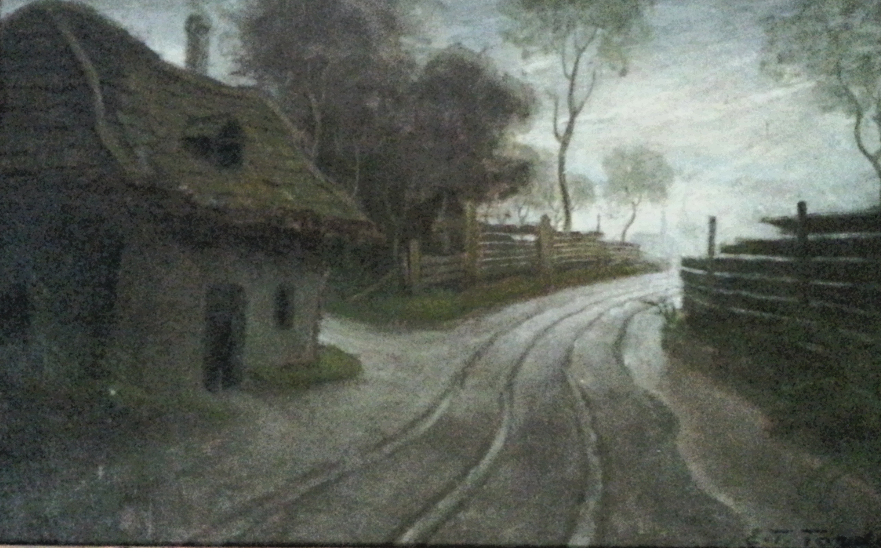
Paisaje de Normandía
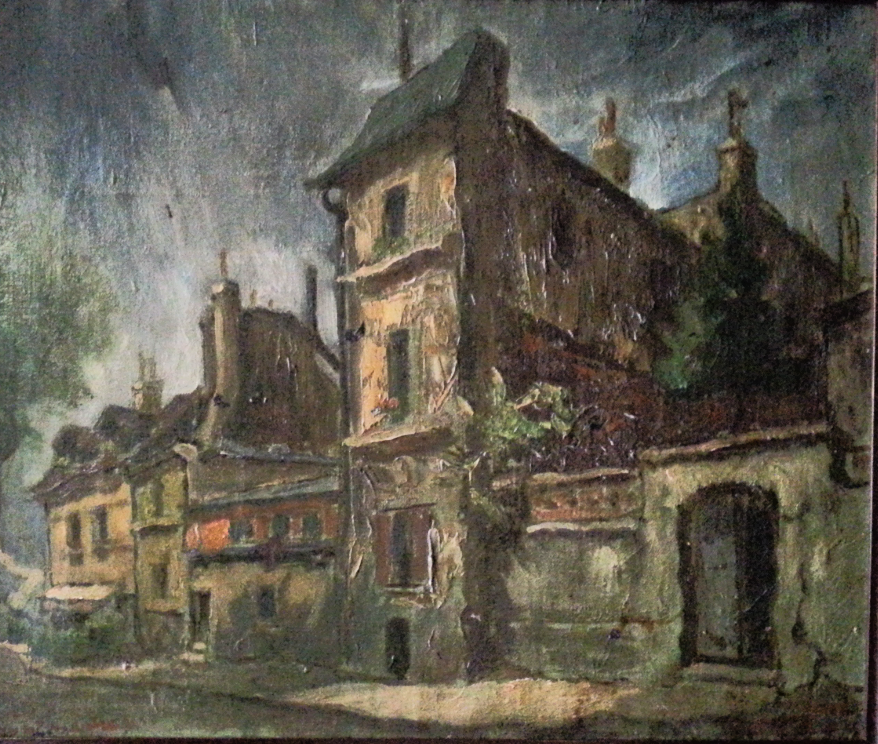
Montmartre
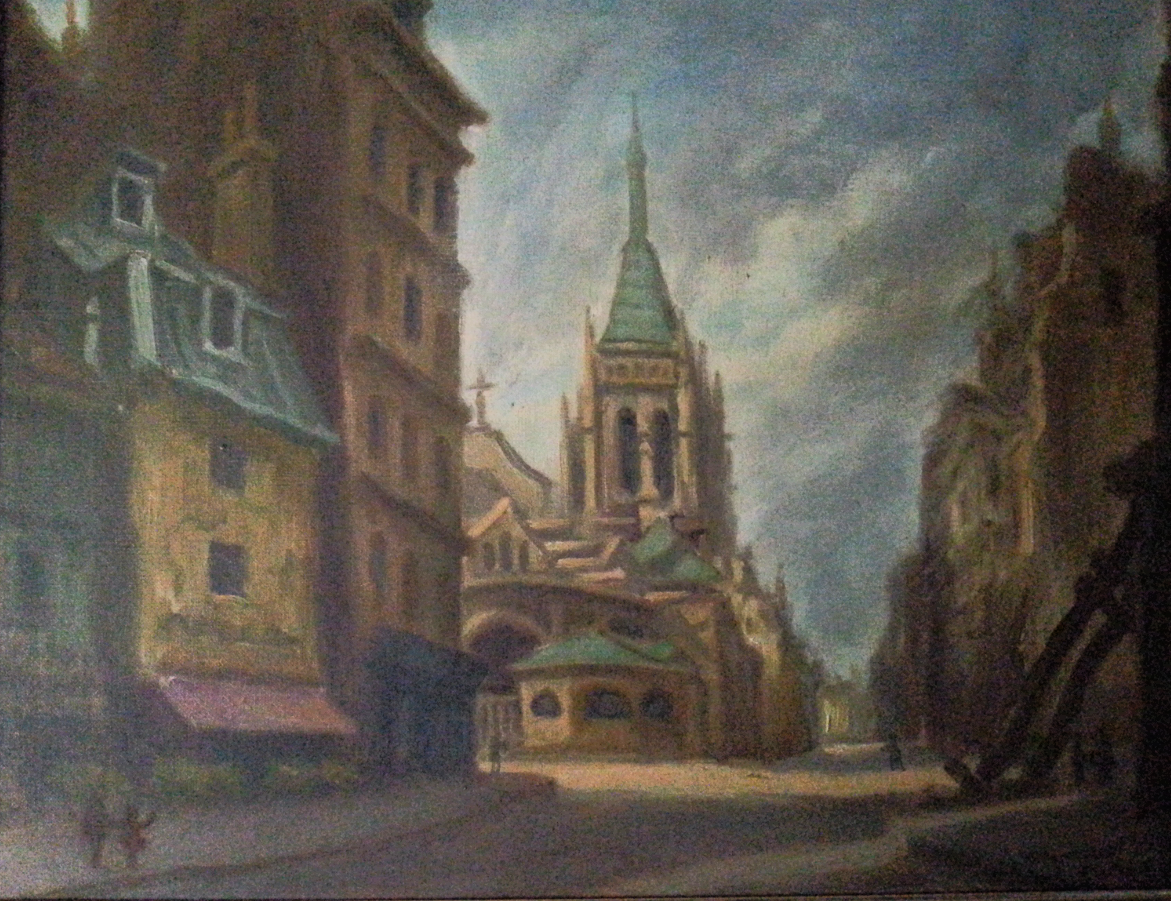
Paisaje de Paris
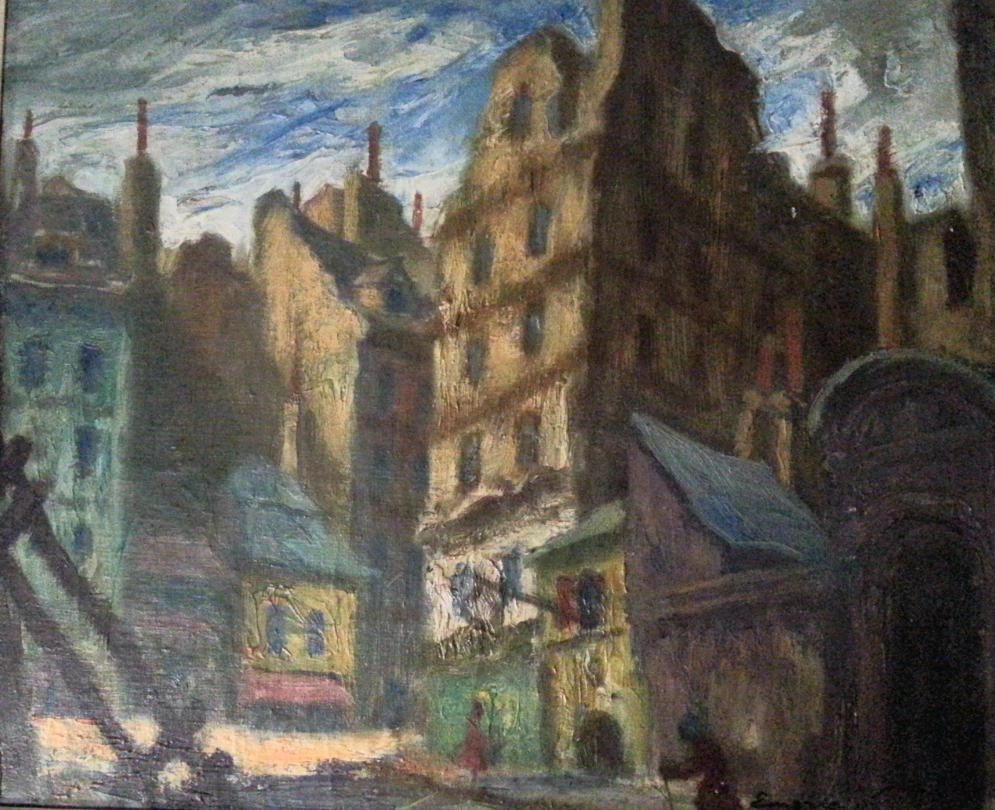
Paisaje de Paris
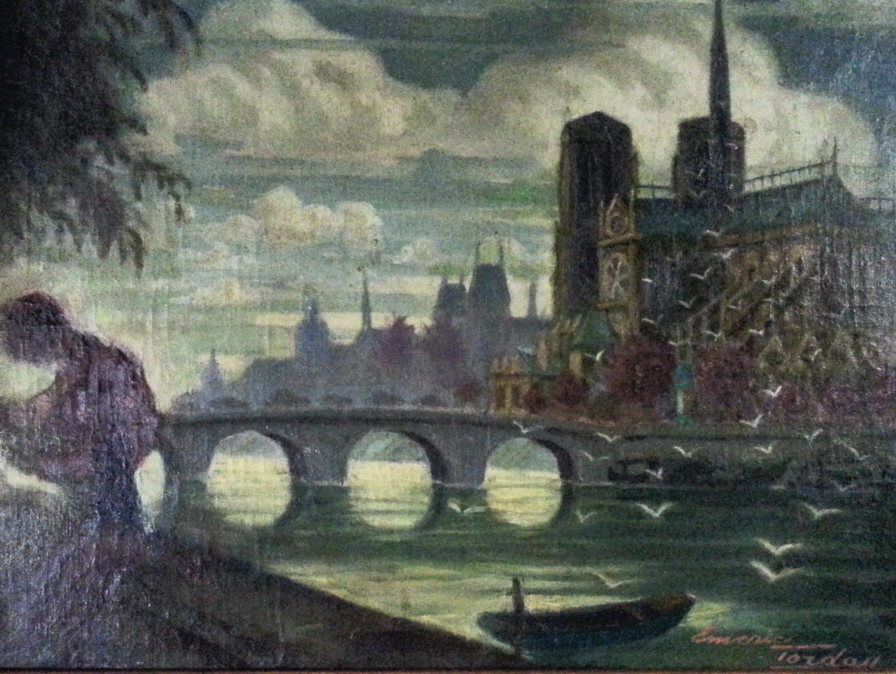
Catedral de Notre Dame
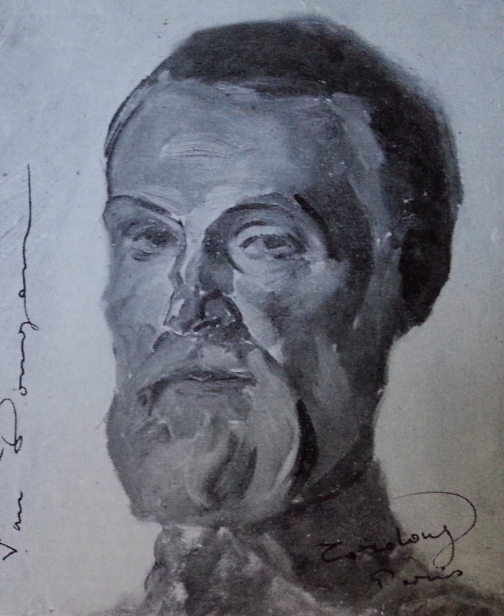
Retrato de Kees van Dongen por Emeric Tauss Torday